# Золотий кленовий лист
Золотий кленовий лист (англ. Gold Maple Leaf) — золоті інвестиційні монети, які від 1979 року карбує Королівський канадський монетний двір. Відтоді вони стали однією з найпопулярніших монет у світі, обігнавши за обсягами продаж навіть знаменитий крюґерранд.
Дизайн залишається практично незмінним протягом усього періоду випуску, але, залежно від маси золота, їх випускають у шести номіналах: 1, 2, 5, 10, 20, 50 канадських доларів. Також славляться високим вмістом дорогоцінного металу, з 1979 по 1982 монети випускали з пробою 999, а з 1983 чистоту золота підвищено до 999,9.
У травні 2007 оприлюднено спеціальну монету з номіналом 1 млн доларів і приблизною вартістю близько 4 млн. Діаметр монети — 50 см, товщина — 3 см, вага — 100 кг. Монету занесено до Книги рекордів Гіннеса. Усього випущено шість монет, продано п'ять. Одну з монет уранці 27 березня 2017 року вкрадено з музею Боде в Німеччині.
На реверсі монети викарбувано кленовий лист (національний символ Канади). Крім кленового листа, на реверсі міститься назва країни-емітента, проба дорогоцінного металу, вага монети і напис «чисте золото» англійською та французькою мовами.
На аверсі канадської монети зображено портрет королеви Єлизавети II, а також номінал і рік випуску монети.
| Номінал | Роки випуску   | Проба металу | Маса монети | Діаметр монети | Вага золота в тройських |
| Номінал | Роки випуску   | Проба металу | Грам        | мм             | Унціях                  |
| ------- | -------------- | ------------ | ----------- | -------------- | ----------------------- |
| 50 CAD  | 1979 — 1982    | 999,0        | 31,1030     | 30             | 1,0000                  |
| 50 CAD  | 1983 — н. буд. | 999,9        | 31,1030     | 30             | 1,0000                  |
| 20 CAD  | 1986 — н. буд. | 999,9        | 15,5515     | 25             | 0,5000                  |
| 10 CAD  | 1982 — н. буд. | 999,9        | 7,7850      | 20             | 0,2500                  |
| 5 CAD   | 1982 — н. буд. | 999,9        | 3,1200      | 16             | 0,1000                  |
| 2 CAD   | 1994 — н. буд. | 999,9        | 2,0735      | 15             | 0,0666                  |
| 1 CAD   | 1993 — н. буд. | 999,9        | 1,5551      | 14             | 0,0500                  |

Номінал носить суто символічний характер, оскільки її вартість змінюється залежно від курсу золота на світових товарних біржах.